# Aeropuerto de Biskra
El Aeropuerto de Biskra Ouakda es un aeropuerto en Biskra, Argelia (IATA: BSK, OACI: DAUB).

## Aerolíneas y destinos
- Aigle Azur (París-Orly)
- Air Algérie (Argel, Lyon, París-Orly)

## Estadísticas
Ver fuente y consulta Wikidata.